# Vanessa Phillips Women's Tournament 2 2013
Il Vanessa Phillips Women's Tournament 2 2013 è stato un torneo femminile di tennis giocato sul cemento. È stata la 1ª edizione del torneo del Vanessa Phillips Women's Tournament 2, che fa parte della categoria ITF 75 K nell'ambito dell'ITF Women's Circuit 2013. Il torneo si è giocato agli Eilat Municipal Courts di Eilat, dal 28 gennaio al 3 febbraio 2013.

## Partecipanti

### Teste di serie
| Nazionalità | Giocatrice                | Ranking* | Teste di serie |
| ----------- | ------------------------- | -------- | -------------- |
| Kazakistan  | Julija Putinceva          | 122      | 1              |
| Ucraina     | Elina Svitolina           | 127      | 2              |
| Portogallo  | Michelle Larcher de Brito | 131      | 3              |
| Italia      | Alberta Brianti           | 134      | 4              |
| Germania    | Dinah Pfizenmaier         | 139      | 5              |
| Russia      | Marta Sirotkina           | 146      | 6              |
| Regno Unito | Johanna Konta             | 153      | 7              |
| Austria     | Patricia Mayr-Achleitner  | 165      | 8              |

* Le teste di serie sono basate sul ranking al 14 gennaio 2013

### Altre partecipanti
Le seguenti giocatrici hanno ricevuto una wild card per il tabellone principale:
- Michaela Hončová
- Ekaterina Tour
- Valeria Patiuk
- Keren Shlomo

Le seguenti giocatrici sono passate dalle qualificazioni:

- Corinna Dentoni
- Tereza Smitková
- Valentina Ivachnenko
- Ilona Kramen'

## Campionesse

### Singolare
Elina Svitolina ha battuto in finale  Marta Sirotkina con il punteggio di 6–3, 3–6, 7–5.

### Doppio
Alla Kudrjavceva /  Elina Svitolina hanno battuto in finale  Corinna Dentoni /  Aliaksandra Sasnovič con il punteggio di 6–1, 6–3.